# Henrik Burwin I av Mecklenburg
Henrik Burwin I av Mecklenburg, tyska Heinrich Burwin, född omkring 1150, död 28 januari 1227, begravd i Doberan, var furste av Mecklenburg 1178-1227. Ende son till furst Pribislav I av Mecklenburg (död 1178) och Woizlawa av Pommern (död 1172).

## Biografi
Henrik Burwin efterträdde fadern 1178 som furste av Mecklenburg, bekämpade i åratal kusinen Nikolaus I (död 1200), och satt tidvis i dansk fångenskap under inbördeskrigen. Henrik Burwin nödgades avträda Rostock till kusinen och blev även dansk vasall 1184 under kung Knut VI. Som sådan bistod Henrik Burwin Danmark mot Holstein-Wagrien och Ratzeburg och deltog 1201 i slaget vid Stellau då schauenburgarna förjagades.
1200 ärvde Henrik Burwin Rostock som danskt län. Som tack för sina tjänster i kampen mot schauenburgarna erhöll han 1203 även Gadebusch och Ratzeburg som danska län. Han nygrundade städerna Rostock och Wismar och stiftade flera kloster, däribland Tempzin och Neukloster. I motsats till fadern gynnade han tysk bosättning.
1218/1219 hjälpte Henrik Burwin Danmark i erövringen av Estland och återfick av Pommern circipanernas område. Han bistod Danmark i kriget mot schauenburgarna 1225-1227 och säkrade kristendomen.

## Äktenskap och barn
Henrik Burwin gifte sig 1166/1178 med Mathilda (död före 1219), en illegitim dotter till welfiske hertig Henrik Lejonet. Paret fick följande barn:
1. Henrik Burwin II av Mecklenburg (död 1226), furste av Mecklenburg
2. Pribislav, nämns 1218
3. Nikolaus II (död 1225), regent i Gadebusch
4. en till namnet okänd dotter, nämns 1222 jämte en sin son
5. Johan, nämns 1229
6. Dobieslav, nämns 1229

Henrik Burwin I gifte om sig med en Adelheid (levde 1222). Paret blev troligen föräldrar till:
1. Elisabeth (död 1265), abbedissa av Kloster Wienhausen i Wienhausen 1241-1265